# Udvardy Anikó
Udvardy Anikó (Mezőberény, 1952. június 12. –) szobrász.

## Élete
1966 és 1970 között a szegedi Tömörkény István Művészeti Szakközépiskolában tanult, mestere Tóth Sándor. 1972 és 1976 között a Magyar Képzőművészeti Főiskola növendéke, mestere Somogyi József. Ezután a békéscsabai Rózsa Ferenc Gimnáziumban rajzot és művészettörténetet tanított.

## Egyéni kiállítások
- 1987, Békéscsaba

## Válogatott csoportos kiállítások
1976-tól vesz részt csoportos kiállításokon: Stúdió kiállítások, Alföldi Tárlat, Vásárhelyi Őszi Tárlat.

## Köztéri művei
- óvodai játszóplasztika (tölgyfa, 1980, Békéscsaba, Óvoda)
- Kulich Gyula (bronz, 1981, Békéscsaba, Általános Iskola)
- dr. Domonkos József (bronz portrédomborműves emléktábla, 1986, Békéscsaba, Domonkos József tér)
- Jeszenszky Károly (bronz mellszobor, 1997, Mezőberény, evangélikus templom)
- Szendrey Júlia (bronz mellszobor, 1997, Mezőberény, Wenckheim-kastély)
- Boczkó Dániel 48-as kormánybiztos (bronz, kő mellszobor, 1998, Békéscsaba, 19-esek tere)
- Molnár Miklós (bronz, márvány dombormű, 1999, Mezőberény, Városi Sportcsarok).